# Scottish FA Cup 1912/13
Der Scottish FA Cup wurde 1912/13 zum 40. Mal ausgespielt. Der wichtigste Fußball-Pokalwettbewerb im schottischen Vereinsfußball wurde vom Schottischen Fußballverband geleitet und ausgetragen. Er begann am 25. Januar 1913 und endete mit dem Finale am 12. April 1913 im Celtic Park von Glasgow. Als Titelverteidiger startete Celtic Glasgow in den Wettbewerb, das im Finale des Vorjahres im Stadtderby gegen den FC Clyde gewonnen hatte. Im diesjährigen Endspiel um den Schottischen Pokal standen sich der FC Falkirk und die Raith Rovers gegenüber. Beide Vereine standen erstmals im schottischen Pokalfinale. Der FC Falkirk gewann das Endspiel mit 2:0. In der Schottischen Meisterschaft wurde Falkirk Tabellenfünfter, die Rovers sechzehnter. 

## 1. Runde
Ausgetragen wurden die Begegnungen am 25. Januar 1913. Das Wiederholungsspiel fand am 1. Februar 1913 statt.
|                     | Ergebnis |                     |
| ------------------- | -------- | ------------------- |
| Hamilton Academical | 0:0      | FC St. Bernard’s    |
| FC Kilmarnock       | 3:0      | Nithsdale Wanderers |

### Wiederholungsspiel
|                  | Ergebnis |                     |
| ---------------- | -------- | ------------------- |
| FC St. Bernard’s | 0:3      | Hamilton Academical |

## 2. Runde
Ausgetragen wurden die Begegnungen am 8. Februar 1913. Die Wiederholungsspiele fanden am 15., 18. und 19. Februar 1913 statt.
|                        | Ergebnis |                       |
| ---------------------- | -------- | --------------------- |
| University of Aberdeen | 0:3      | Peebles Rovers        |
| Ayr United             | 0:2      | Airdrieonians FC      |
| Broxburn United        | 0:5      | Raith Rovers          |
| Celtic Glasgow         | 4:0      | FC Arbroath           |
| FC Clyde               | 0:0      | FC East Stirlingshire |
| FC Dumbarton           | 2:1      | FC Aberdeen           |
| FC Dundee              | 5:0      | FC Thornhill          |
| Hamilton Academical    | 1:1      | Glasgow Rangers       |
| Heart of Midlothian    | 3:1      | Dunfermline Athletic  |
| FC Kilmarnock          | 5:1      | FC Abercorn           |
| Greenock Morton        | 2:2      | FC Falkirk            |
| FC Motherwell          | 1:1      | Hibernian Edinburgh   |
| Partick Thistle        | 4:1      | FC Caledonian         |
| FC Queen’s Park        | 4:2      | Dundee Hibernian      |
| FC St. Johnstone       | 3:0      | FC East Fife          |
| FC St. Mirren          | 0:0      | Third Lanark          |

### Wiederholungsspiele
|                       | Ergebnis |                     |
| --------------------- | -------- | ------------------- |
| FC East Stirlingshire | 1:1      | FC Clyde            |
| FC Falkirk            | 3:1      | Greenock Morton     |
| Hibernian Edinburgh   | 0:0      | FC Motherwell       |
| Glasgow Rangers       | 2:0      | Hamilton Academical |
| Third Lanark          | 0:2      | FC St. Mirren       |

### 2. Wiederholungsspiele
|                     | Ergebnis |                       |
| ------------------- | -------- | --------------------- |
| FC Clyde            | *1:0 *   | FC East Stirlingshire |
| Hibernian Edinburgh | **2:1 ** | FC Motherwell         |

## Achtelfinale
Ausgetragen wurden die Begegnungen am 22. Februar 1913. Das Wiederholungsspiel fand am 1. März 1913 statt. 
|                 | Ergebnis |                     |
| --------------- | -------- | ------------------- |
| FC Clyde        | 1:0      | FC Queen’s Park     |
| FC Dumbarton    | 1:0      | FC St. Johnstone    |
| FC Kilmarnock   | 0:2      | Heart of Midlothian |
| Partick Thistle | 0:1      | FC Dundee           |
| Peebles Rovers  | 0:3      | Celtic Glasgow      |
| Raith Rovers    | 2:2      | Hibernian Edinburgh |
| Glasgow Rangers | 1:3      | FC Falkirk          |
| FC St. Mirren   | 1:0      | Airdrieonians FC    |

### Wiederholungsspiel
|                     | Ergebnis |              |
| ------------------- | -------- | ------------ |
| Hibernian Edinburgh | 0:1      | Raith Rovers |

## Viertelfinale
Ausgetragen wurden die Begegnungen am 8. März 1913. Die Wiederholungsspiele fanden am 15. und 19. März 1913 statt.
|                | Ergebnis |                     |
| -------------- | -------- | ------------------- |
| Celtic Glasgow | 0:1      | Heart of Midlothian |
| FC Dundee      | 0:0      | FC Clyde            |
| FC Falkirk     | 1:0      | FC Dumbarton        |
| Raith Rovers   | 2:1      | FC St. Mirren       |

### Wiederholungsspiel
|          | Ergebnis |           |
| -------- | -------- | --------- |
| FC Clyde | 1:1      | FC Dundee |

### 2. Wiederholungsspiel
|          | Ergebnis |           |
| -------- | -------- | --------- |
| FC Clyde | *2:1 *   | FC Dundee |

## Halbfinale
Ausgetragen wurden die Begegnungen am 29. März 1913. Das Wiederholungsspiel fand am 5. April 1913 statt.
|              | Ergebnis |                     |
| ------------ | -------- | ------------------- |
| FC Falkirk   | *1:0 *   | Heart of Midlothian |
| Raith Rovers | *1:1 **  | FC Clyde            |

### Wiederholungsspiel
|              | Ergebnis |          |
| ------------ | -------- | -------- |
| Raith Rovers | *1:0 **  | FC Clyde |

## Finale
| FC Falkirk                              | FC Falkirk | Raith Rovers | Raith Rovers |
| --------------------------------------- | --- | --- | ------------ |
| FC Falkirk                              | \| Finale \| \| 12. April 1913 in Glasgow (Celtic Park) \| \| Ergebnis: 2:0 (1:0)[1] \| \| Zuschauer: 45.000[2] \| \| Spielbericht \|                                                         | \| Finale \| \| 12. April 1913 in Glasgow (Celtic Park) \| \| Ergebnis: 2:0 (1:0)[1] \| \| Zuschauer: 45.000[2] \| \| Spielbericht \|              | Raith Rovers |
| FC Falkirk                              | Alex Stewart, Bobby Orrock, John Donaldson, Steve McDonald, Tommy Logan, James McMillan, Johnny McNaught, Mick Gibbons, Jimmy Robertson, Jimmy Croal, Robert Terris Cheftrainer: Willie Nicol | McLeod, Morrison, Cumming, J. Gibson, Logan, Cranston, Harry Anderson, Harry Graham, Fred Martin, F. Gibson, James Gourlay Cheftrainer: James Todd | Raith Rovers |
| FC Falkirk                              | Tommy Logan Jimmy Robertson | | Raith Rovers |
| Finale                                  | | |              |
| 12. April 1913 in Glasgow (Celtic Park) | | |              |
| Ergebnis: 2:0 (1:0)                     | | |              |
| Zuschauer: 45.000                       | | |              |
| Spielbericht                            | | |              |